# Бернар Клавель
Бернар Клавель (фр. Bernard Clavel; 29 травня 1923 — 5 жовтня 2010) — французький письменник.

## Біографія
Клавель народився в небагатій родині на сході Франції. У 14 років він був змушений залишити школу, бо батьки не могли оплачувати його освіту, і став учнем кондитера.
Після війни, трудом заробляючи на життя, він починає писати. Про цей період життя Клавель розповідає у своєму першому романі «Нічний робітник» (1956). Критики назвали цей твір «несамовитою сповіддю» людини, змушеної жертвувати добробутом сім'ї ради письменницької діяльності. «Ця книга — крик, кинутий на папір у кілька днів і ночей лихоманки», — писав Клавель в передмові до другого видання роману.
На дебютний роман молодого письменника звернули увагу Ерве Базен і Арман Лану, і їхні поради зіграли значну роль у розвитку письменницького таланту Клавеля. «Нічний робітник», насичений точними описами й типовими персонажами, поклав початок серії романів: «Іспанець» (1959), «Подорож батька» (1960), а також тетралогії «Велике терпіння» («Дім інших», «Той, хто хотів побачити море», «Серця живущих», «Зимові фрукти»), написаної в 1962—1968 роках.
Клавель написав понад 40 романів, частина з яких була екранізована. У 1968 році письменник отримав Гонкурівську премію за роман «Зимові фрукти» (Les Fruits de l'hiver), а також літературну премію за збірку новел «Шпигун з зеленими очима» (L'Espion aux yeux verts).
Твори Клавеля відрізняються простотою мови, точністю описів і увагою до людських цінностей.
Похований на цвинтарі міста Фронтене.

## Визнання і нагороди
- 1968 — Гонкурівська премія за роман «Зимові фрукти».
- 1968 — Велика премія Парижа за збірку новел «Шпигун з зеленими очима».
- 1971—1977 — член Гонкурівської академії.

### Цикли романів
- Велике терпіння / La Grande Patience
- Будинок інших / La Maison des autres, 1962
- Той, хто хотів побачити море / Celui qui voulait voir la mer, 1963
- Серця живущих (Серця живих) / Le Cœur des vivants, 1964
- Зимові фрукти / Les Fruits de l'hiver, 1968
- Les Colonnes du ciel
- Час вовків / La Saison des loups, 1976
- Світло озера / La Lumière du lac, 1977
- La Femme de guerre, 1978
- Marie Bon pain, 1980
- Compagnons du Nouveau Monde, 1981
- Le Royaume du nord
- Harricana, 1983
- L'Or de la terre, 1984
- Miséréré, 1985
- Amarok, 1987
- L'Angélus du soir, 1988
- Maudits sauvages, 1989

### Романи
- Нічний робітник / L'Ouvrier de la nuit, 1956
- Pirates du Rhône, 1957
- Le Tonnerre de Dieu, 1958
- Іспанець / L'Espagnol, 1959
- Малатаверна / Malataverne, 1960
- Подорож батька / Le Voyage du père, 1965
- Геркулес на площі / L'hercule sur la place, 1966
- Le Tambour du bief, 1970
- Господар річки / Le Seigneur du fleuve, 1972
- Le Silence des armes, 1974
- Quand j'étais capitaine, 1990
- Meurtre sur le Grandvaux, 1991
- La Révolte à deux sous, 1992
- Cargo pour l'enfer, 1993
- Les Roses de Verdun, 1994
- Le Carcajou, 1995
- Генрієтта / La Guinguette, 1997
- La table du roi, 2003

### Новели
- Шпигун з зеленими очима / L'Espion aux yeux verts, 1969
- L'Iroquoise, 1979
- La Bourrelle, 1980
- L'Homme du Labrador, 1982

### Мистецтвознавчі роботи
- Життя П. Гогена, 1958
- Життя Леонардо да Вінчі, 1967
- Побиття немовлят, 1970